# Атомна поляризація
Атомна поляризація (англ. atomic polarization) — зміщення атомів у молекулі один відносно одного внаслідок дії електричного поля. Характеризується атомною поляризовністю αa, що, як правило, складає не більше 10 % електронної поляризовності. Чисельно величина атомної поляризації Pa визначається за рівнянням:
Pa = (1/3 ε0)Na αa,
де Na — число Авогадро;
ε0 — діелектрична проникність пустоти.